# Atari Microsoft BASIC
L'Atari Microsoft BASIC e l'Atari Microsoft BASIC II sono varianti del linguaggio di programmazione BASIC. Erano distribuite su cartuccia o floppy disk ed erano varianti del Microsoft BASIC convertite per la i computer ad 8 bit di Atari.
Atari originalmente acquisì la licenza del Microsoft BASIC per l'uso sulla propria famiglia di home computer ad 8 bit ma non fu tuttavia capace di far risiedere i 27 kB dell'interprete negli 8 kB di ROM di una cartuccia (il taglio maggiore disponibile all'epoca). Per questo motivo incaricò dello sviluppo di un BASIC un'altra ditta produttrice di software, la Shepardson Microsystems, che creò l'Atari BASIC.

## Specifiche del linguaggio
L'Atari Microsoft BASIC, a differenza dell'Atari BASIC, non consentiva l'abbreviazione delle parole chiave del linguaggio per cui l'utente doveva scrivere i comandi per interno. Il controllo della sintassi del linguaggio avveniva durante l'esecuzione del programma e non immediatamente dopo l'inserimento di una riga di codice. Le divisioni fra numeri interi davano per risultato un numero intero.
Esempio - Divisione tra due interi:
```
PRINT 3/2
 1

```

Esempio - Divisione tra un intero ed un numero in virgola mobile:
```
PRINT 3/2.0
 1.5

```

L'Atari Microsoft BASIC fu inizialmente distribuito solo su floppy disk (codice CX8126) a causa delle dimensioni dell'interprete. Quando si resero disponibili delle cartucce da 16 kB di ROM, l'interprete fu diviso in 2 parti: la prima era inserita in una cartuccia da 16 kB (codice RX8035) mentre i restanti 11 kB erano salvati su un floppy denominato "extension disk".
Anche se l'Atari Microsoft BASIC aveva maggiori funzionalità rispetto all'Atari BASIC non ebbe mai la popolarità di quest'ultimo. Questo in parte era dovuto ai requisiti minimi, che comprendevano almeno 32 kB di RAM installata sul sistema oltre ovviamente al lettore di floppy disk. Tutto questo senza considerare il fatto che l'Atari Microsoft BASIC non era compatibile con il più diffuso Atari BASIC.